# 辛克利 (少將)
辛克利， 男性，中共黨員，中华人民共和国政治人物、軍事人物，武警少將。
辛克利曾任武警部队北京市总队参谋长、武警部队北京市总队副司令员、政协北京市第十四届委员会委员。2019年12月，晋升武警少将警衔。2024年1月出任浙江省军區司令員。